# Баллада о санитаре
Баллада о санитаре (ивр. בלדה לחובש‎) — израильская песня, признанная лучшей на нескольких музыкальных конкурсах. Стихи песни были написаны в 1956 году Даном Альмагором, а в 1968 году их положил на музыку Эфи Нецер. Песни о павших героях сопровождают жизнь израильтян на протяжении всей истории страны, и «Баллада о санитаре» считается одной из самых важных и самых трогательных.

## Сюжет
Стихи песни написаны в жанре баллады. Драматизм нарастает по мере развития сюжета, конец трагический.
Герой песни — санитар, спасающий раненого на поле боя. Санитар пытается вытащить раненого из-под огня, а потом прикрывает его своим телом. Вражеский снаряд убивает санитара за мгновение до прибытия подмоги, раненый остаётся в живых.

## История
Дан Альмагор написал «Балладу о санитаре» в 1956 году вне связи с каким-либо конкретным случаем. В 1967 году во время битвы за Иерусалим произошёл случай, аналогичный описанному в песне. Санитар Шломо Эпштейн ценой собственной жизни спас тяжелораненого солдата Йосефа Хагоэля. Узнав о подвиге Эпштейна и о том, что он посмертно был награждён Знаком отличия, Альмагор серьёзно изменил текст песни и посвятил её Эпштейну и Хагоэлю. После войны Альмагор участвовал в телевизионной передаче вместе в Йосефом Хагоэлем и сестрой Шломо Эпштейна.
Песня произвела сильное впечатление на публику и пользовалась большим успехом. Однако родители Шломо Эпштейна, лично знакомые с автором музыки Эфи Нецером, попросили его не передавать эту песню по радио, так как она ранит их чувства и им больно её слышать. Из уважения к их просьбе, в течение многих лет «Балладу о санитаре» передавали только в День памяти павших солдат.
На протяжении многих лет песня исполняется по окончании курсов военных санитаров Армии обороны Израиля. Текст песни представлен на официальном сайте медицинских войск АОИ.

## Участие в музыкальных конкурсах
На первом после Шестидневной войны фестивале израильской песни в 1969 году «Баллада о санитаре» в исполнении Йорама Гаона заняла первое место. После фестиваля песня приобрела всенародную известность. Несмотря на то, что в последующие годы эту песню практически не передавали по радио, она завоевала первые места на трёх парадах песен Йорама Гаона в разные годы:
- На радиостанции Решет Гимель[ивр.] — в 1999 и в 2010 годах[7][8]

- На радиостанции Галей Цахаль в 2004 году[9]